# Němčice (Ivančice)
Němčice jsou vesnice, část města Ivančice v okrese Brno-venkov v Jihomoravském kraji. Nacházejí se na jihozápadě od Ivančic, v Boskovické brázdě. Vsí prochází silnice II/152. Žije zde 741 obyvatel. Němčice leží v katastrálním území Němčice u Ivančic o rozloze 2,57 km².
Jedná se o okrajovou část města. Nachází se zde základní škola (1. stupeň) a mateřská škola.

## Historie
První písemná zmínka o vsi je z roku 1355. Obec se v roce 1949 stala součástí města Ivančice.

## Obyvatelstvo
| Rok            | 1869 | 1880 | 1890 | 1900 | 1910 | 1921 | 1930  | 1950 | 1961 | 1970 | 1980 | 1991 | 2001 | 2011 | 2021 |
| -------------- | ---- | ---- | ---- | ---- | ---- | ---- | ----- | ---- | ---- | ---- | ---- | ---- | ---- | ---- | ---- |
| Počet obyvatel | 692  | 675  | 767  | 733  | 836  | 900  | 1 051 | 950  | 880  | 785  | 729  | 659  | 724  | 775  | 741  |
| Počet domů     | 87   | 109  | 121  | 137  | 158  | 182  | 213   | 250  | —    | 236  | 232  | 258  | 248  | 261  | 272  |

Vývoj počtu obyvatel

## Pamětihodnosti
- boží muka
- krucifix
- kaplička na návsi

## Galerie

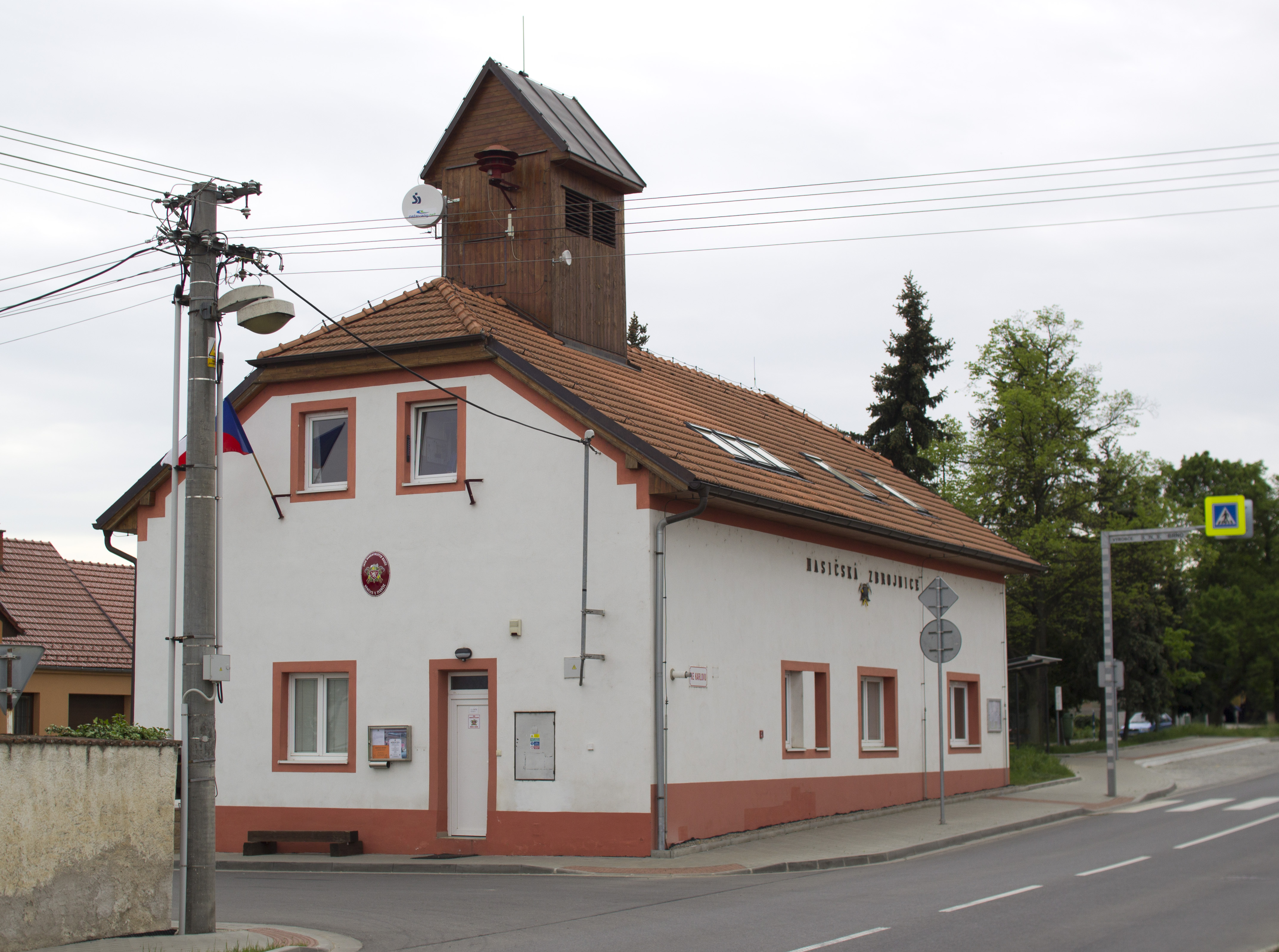
Hasičská zbrojnice
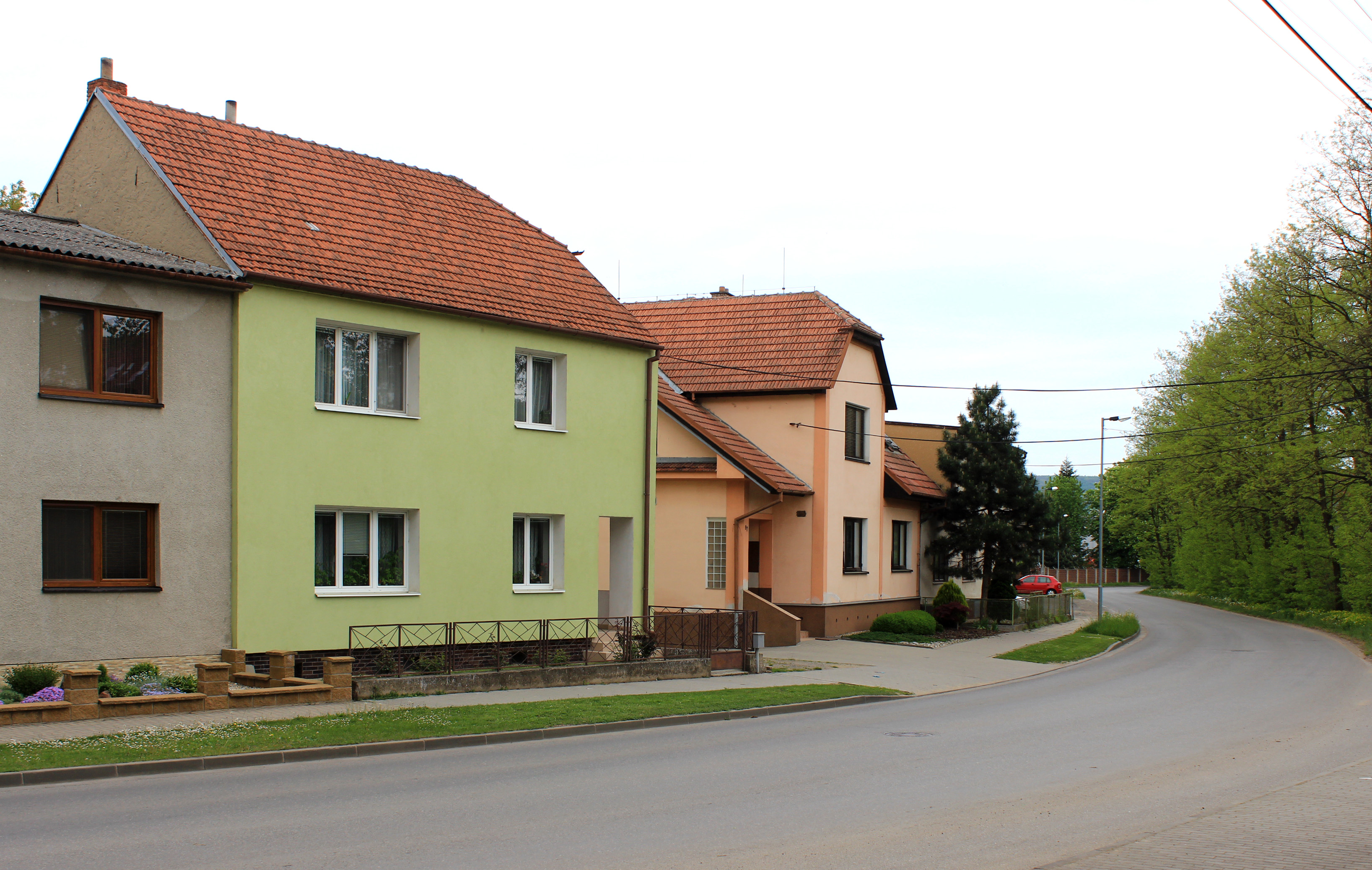
Ulice Na Hrázi
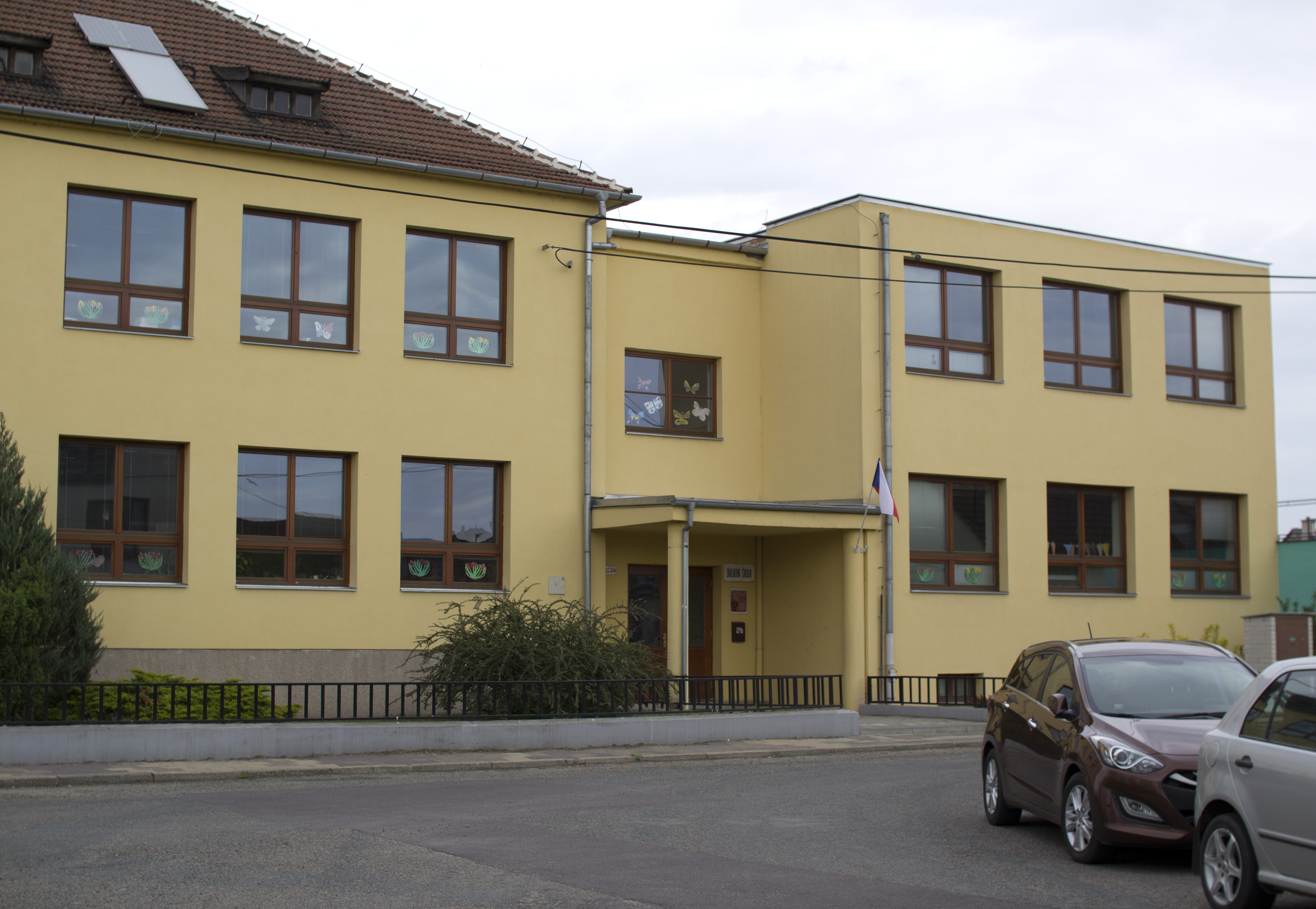
Základní škola